# Geovanny Almeida
Geovanny Miguel Bastos Almeida (Lisbona, 14 luglio 2004) è un calciatore portoghese, centrocampista dell'Oliveira Hospital in prestito dalla Farense.

## Carriera
Nel suo percorso giovanile ha giocato con le maglie di Benfica, Belenenses, Alta Lisboa, Casa Pia, Oriental Lisbona, Vitória Setúbal e Farense.
Nel 2024 è stato promosso in prima squadra dalla Farense e l'11 agosto ha debuttato nel calcio professionistico nell'incontro di Primeira Liga perso 2-1 contro la Moreirense.

## Statistiche

### Presenze e reti nei club
Statistiche aggiornate al 27 ottobre 2024.
| Stagione        | Squadra         | Campionato      | Campionato | Campionato | Coppe nazionali | Coppe nazionali | Coppe nazionali | Coppe continentali | Coppe continentali | Coppe continentali | Altre coppe | Altre coppe | Altre coppe | Totale | Totale |
| Stagione        | Squadra         | Comp            | Pres       | Reti       | Comp            | Pres            | Reti            | Comp               | Pres               | Reti               | Comp        | Pres        | Reti        | Pres   | Reti   |
| --------------- | --------------- | --------------- | ---------- | ---------- | --------------- | --------------- | --------------- | ------------------ | ------------------ | ------------------ | ----------- | ----------- | ----------- | ------ | ------ |
| 2024-2025       | Farense         | PL              | 4          | 0          | CP+CdL          | 0               | 0               |                    | -                  | -                  |             | -           | -           | 4      | 0      |
| Totale carriera | Totale carriera | Totale carriera | 4          | 0          |                 | 0               | 0               |                    | -                  | -                  |             | -           | -           | 4      | 0      |